# Distrito de La Cuesta
El Distrito de La Cuesta es uno de los diez distritos de la Provincia de Otuzco, ubicada en el Departamento de La Libertad, bajo la administración del Gobierno regional de La Libertad, en el Perú. 
Desde el punto de vista jerárquico de la Iglesia católica forma parte de la Arquidiócesis de Trujillo.

## Historia
El Diputado por Huamachuco, José Corchera presenta un proyecto de Ley s/n para solicitar la tan ansiada creación del Distrito La Cuesta, la misma que se logra el 2 de enero de 1863, mediante Decreto de Fundación aprobado por el presidente de la República del Perú, el Mariscal Ramón Castilla y Marquesado.
Según la historia el origen del pueblo de La Cuesta se remonta a la época del Virreinato cuando los padres Agustinos llegaron al Departamento de La Libertad, con el fin de propagar el cristianismo; así mismo La Cuesta formó parte de la Provincia de Huamachuco, Intendencia de Trujillo por más de 300 años.
En la Emancipación se le conoció como villa y al transcurrir el tiempo el Libertador Simón Bolívar lo elige como distrito. 
El nombre de La Cuesta se le atribuye diversos orígenes y su etimología aún no ha sido precisada ya que existen diversas opiniones al respecto.

## Geografía
Abarca unas superficie de 39,25 km². Se encuentra a una altitud de 2 100 m s. n. m. una población de 5 087 habitantes.

## Autoridades

### Municipales
- 2015 - 2018[3]
  - Alcalde: Elmer Yoni Contreras Anticona "el diablo", del Partido Aprista Peruano (PAP).
  - Regidores: Dany Jhimy Gálvez Cruzado (PAP), Ernando Manuelito Arteaga Ybañez (PAP), Esteban Rutilio Gamboa Aguirre (PAP), Marita Jhocelyn Gálvez Rodríguez (PAP),  Jacobo Romero Ángulo (APP).
- 2011 - 2014[4]
  - Alcalde: Gloria Marleny Rodríguez López, del Partido Alianza para el Progreso (APP).
  - Regidores:  Vicente Anahees Rodríguez Lázaro (APP), Ulices Eduardo Chávez Gutiérrez (APP), Jorge Ángulo Hermenegildo (APP), Yuly Raquel Fernández Aponte (APP),  Ynmer B Gálvez Caballero  (Partido Aprista Peruano).[5]
- 2007 - 2010
  - Alcalde: Rosalí Palermo Figueroa Gutiérrez, del Partido Alianza para el Progreso.

### Policiales
- Comisario:  Tnte. Francisco Larios Quiroz PNP.

### Religiosas
- Arquidiócesis de Trujillo[6]
  - Arzobispo de Trujillo: Monseñor Héctor Miguel Cabrejos Vidarte, OFM.[7]
- Parroquia
  - Párroco: Pbro.

## Atractivos turísticos
- Caminos ancestrales los cuales han sido declarados patrimonio de la Humanidad y restos arqueológicos.
- El Infiernillo 
- El Urpillau
- Rogoday.